# جو راجلاند
جو راجلاند (بالإنجليزية: Joe Ragland) مواليد 11 نوفمبر 1989 في ويست سبرينغفيلد، هو لاعب كرة سلة أمريكي. بدأ مسيرته الاحترافية في سنة 2012. يلعب مع إس إس فليتشي سكاندون كلاعب هجوم خلفي. يحمل الرقم 1.

## المسيرة الاحترافية
لعب مع سي بي مورسيا في الدوري الإسباني في موسم 2012–2013، ثم لعب مع بالاكانسترو كانتو في الدوري الإيطالي في موسم 2013–2014، ثم لعب مع أولمبيا ميلانو في موسم 2014–2015، ثم لعب مع نادي كارشياكا لكرة السلة في سنة 2015، ثم لعب مع إس إس فليتشي سكاندون في الدوري الإيطالي في سنة 2015.

## إحصائيات المسيرة

### الدوري الأوروبي
| السنة   | الفريق         | لعب | بدأ | دقيقة | ميداني% | ثلاثية | حرة  | ارتداد | صنع | استلاب | تصدي | نقطة | أداء |
| ------- | -------------- | --- | --- | ----- | ------- | ------ | ---- | ------ | --- | ------ | ---- | ---- | ---- |
| 2014–15 | أولمبيا ميلانو | 24  | 9   | 18.6  | .386    | .346   | .828 | 1.6    | 2.9 | .6     | .0   | 7.2  | 6.0  |
| المسيرة |                | 24  | 9   | 18.6  | .386    | .346   | .828 | 1.6    | 2.9 | .6     | .0   | 7.2  | 6.0  |

### بطولات الدوري المحلية
| الموسم                           | الفريق                   | الدوري                     | لعب | دقيقة | ميداني% | ثلاثية | حرة  | ارتداد | صنع | SPG | تصدي | نقطة |
| -------------------------------- | ------------------------ | -------------------------- | --- | ----- | ------- | ------ | ---- | ------ | --- | --- | ---- | ---- |
| 2012-13                          | سي بي مورسيا             | الدوري الإسباني لكرة السلة | 25  | 23.0  | .520    | .417   | .814 | 2.1    | 2.4 | 1.1 | .1   | 11.2 |
| 2013–14                          | بالاكانسترو كانتو        | ليغا باسكيت الدرجة الأولى  | 33  | 31.0  | .558    | .462   | .821 | 3.5    | 3.4 | .9  | .2   | 16.2 |
| 2014–15                          | أولمبيا ميلانو           | ليغا باسكيت الدرجة الأولى  | 40  | 23.0  | .597    | .441   | .829 | 3.0    | 3.2 | .9  | .1   | 11.1 |
| الدوري التركي لكرة السلة 2015–16 | نادي كارشياكا لكرة السلة | الدوري التركي لكرة السلة   | 6   | 30.0  | .422    | .321   | .740 | 3.8    | 7.7 | 1.3 | .0   | 13.8 |
| 2015–16                          | إس إس فليتشي سكاندون     | ليغا باسكيت الدرجة الأولى  | 30  | 28.5  | .473    | .400   | .855 | 3.4    | 3.8 | 1.4 | .0   | 13.3 |

## روابط خارجية
- جو راجلاند على موقع الدوري الأوروبي لكرة السلة (الإنجليزية)
- جو راجلاند على موقع الدوري الإسباني لكرة السلة (الإسبانية)
- جو راجلاند على موقع كرة السلة الأوروبية.كوم (الإنجليزية)
- جو راجلاند على موقع كلية كرة السلة في سبورتس رفرنس.كوم (الإنجليزية)
- جو راجلاند على موقع ريلجم (الإنجليزية)
- جو راجلاند على موقع بروبوليرز (الإنجليزية)
- جو راجلاند على موقع سبورتس رفرنس (الإنجليزية)